# Canthocamptus iaponicus
Canthocamptus iaponicus är en kräftdjursart som beskrevs av Brehm 1927. Canthocamptus iaponicus ingår i släktet Canthocamptus och familjen Canthocamptidae. Inga underarter finns listade i Catalogue of Life.